# Morti il 26 marzo
| Questa pagina contiene informazioni ricavate automaticamente dalle voci biografiche con l'ausilio del template Bio e di un bot. L'aggiornamento è periodico e automatico e ricostruisce completamente la pagina. Se manca una persona in questa lista, sei pregato di non aggiungerla, ma accertati piuttosto che la sua voce biografica contenga il template Bio e che i dati anagrafici siano correttamente compilati. Se il template Bio manca, inseriscilo tu stesso o, in alternativa, metti l'avviso {{tmp\|Bio}} che ne segnala la mancanza. Se i dati riportati sono sbagliati, correggi direttamente la voce biografica; le modifiche saranno visibili in questa lista entro pochi giorni. Per chiarimenti vedi il progetto biografie. La lista contiene solo le 517 persone che sono citate nell'enciclopedia e per le quali è stato implementato correttamente il template Bio. Pagina aggiornata al 9 ago 2025. |

## IV secolo(1)
- 391 - Pietro di Sebaste, vescovo e santo greco antico (n. 340)

## VIII secolo(1)
- 752 - Papa Stefano, cardinale e presbitero italiano

## IX secolo(2)
- 809 - Ludgero di Münster, abate, vescovo e santo tedesco
- 900 - Papa Giovanni IX, papa, cardinale e vescovo italiano

## X secolo(3)
- 903 - Sugawara no Michizane, poeta e politico giapponese (n. 845)
- 922 - Al-Hallaj, mistico persiano
- 983 - Adud al-Dawla, emiro (n. 936)

## XI secolo(2)
- 1051 - Ugo IV del Maine, conte
- 1091 - Wallada bint al-Mustakfi, poetessa araba

## XII secolo(3)
- 1130 - Sigurd I di Norvegia, re (n. 1090)
- 1132 - Goffredo di Vendôme, abate e scrittore francese
- 1191 - Agnese di Loon, nobile tedesca (n. 1150)

## XIII secolo(4)
- 1212 - Sancho I del Portogallo, re (n. 1154)
- 1258 - Fiorenzo de Voogt
- 1277 - Margherita di Henneberg, contessa
- 1287 - Wilken von Endorp

## XIV secolo(3)
- 1324 - Maria del Lussemburgo, francese
- 1350 - Alfonso XI di Castiglia, sovrano spagnolo (n. 1311)
- 1388 - Niccolò II d'Este, marchese (n. 1338)

## XV secolo(4)
- 1402 - David Stewart, Duca di Rothesay, nobile scozzese (n. 1378)
- 1405 - Antonia Visconti, nobildonna (n. 1364)
- 1437 - Walter Stewart, conte di Atholl, nobile scozzese
- 1460 - Maffeo Contarini, patriarca cattolico italiano

## XVI secolo(9)
- 1517 - Heinrich Isaac, compositore fiammingo
- 1534 - Gabriel de Grammont, arcivescovo cattolico e cardinale francese (n. 1486)
- 1535 - Georg Tannstetter, umanista, astrologo e astronomo tedesco (n. 1482)
- 1536 - Francesco Grazioli, architetto e scultore italiano
- 1542 - Luigia Gonzaga, nobile italiana (n. 1458)
- 1546 - Thomas Elyot, umanista e diplomatico inglese
- 1566 - Antonio de Cabezón, compositore spagnolo (n. 1510)
- 1593 - Appio Conti, generale italiano (n. 1558)
- 1597 - Teofane I di Costantinopoli, arcivescovo ortodosso greco

## XVII secolo(25)
- 1605 - Jakob Ayrer, drammaturgo tedesco (n. 1544)
- 1608 - John Dee, matematico, geografo e alchimista inglese (n. 1527)
- 1610 - Benedetto Gennari senior, pittore italiano (n. 1563)
- 1612 - Watanabe Hajime, militare giapponese (n. 1534)
- 1613 - Bartolomeo Dionigi, traduttore e religioso italiano (n. 1544)
- 1618 - Coriolano Garzadori, vescovo cattolico e diplomatico italiano (n. 1543)
- 1620 - Domenico Toschi, cardinale e vescovo cattolico italiano (n. 1535)
- 1625 - Giovan Battista Marino, poeta e scrittore italiano (n. 1569)
- 1627 - Simone VII di Lippe-Detmold, nobile tedesco (n. 1587)
- 1629 - Agnese di Brandeburgo, principessa tedesca (n. 1584)
- 1638 - Palamedes Palamedesz I, pittore e disegnatore olandese (n. 1605)
- 1649 - John Winthrop il Vecchio, politico e teologo inglese (n. 1588)
- 1657 - Jacob van Eyck, musicista olandese (n. 1590)
- 1660 - Mihnea III di Valacchia, nobile rumeno
- 1671 - Franz Haffner, notaio, politico e storico svizzero (n. 1609)
- 1673 - Bernardina Floriani, monaca cristiana e badessa italiana (n. 1603)
- 1675 - Ernesto I di Sassonia-Gotha-Altenburg, duca tedesco (n. 1601)
- 1676 - Giovanna Beatrice di Dietrichstein-Nikolsburg, principessa austriaca
- 1676 - Theodor Matham, incisore, pittore e disegnatore olandese (n. 1605)
- 1679 - Johannes Schefferus, umanista svedese (n. 1621)
- 1686 - Carlotta d'Assia-Kassel, tedesca (n. 1627)
- 1688 - Winston Churchill, nobile, politico e storico inglese (n. 1620)
- 1692 - Ralph Wrenn, ufficiale inglese
- 1700 - Jean Deslions, teologo francese (n. 1615)
- 1700 - Heinrich Meibom, medico tedesco (n. 1638)

## XVIII secolo(26)
- 1709 - Giovanni Battista Lucini, avvocato, letterato e librettista italiano (n. 1639)
- 1713 - Paolo I Esterházy, nobile, militare e compositore ungherese (n. 1635)
- 1720 - Pietro Giovanni Guarneri, artigiano, liutaio e musicista italiano (n. 1655)
- 1720 - José Guerrero de Torres, vescovo cattolico spagnolo (n. 1641)
- 1726 - John Vanbrugh, architetto e drammaturgo inglese (n. 1664)
- 1727 - Michael Johann von Althann, nobile e politico austriaco (n. 1679)
- 1731 - Francesco De Sanctis, architetto italiano (n. 1679)
- 1732 - Federico di Baden-Durlach, principe tedesco (n. 1703)
- 1735 - Edvige di Schleswig-Holstein-Sonderburg-Wiesenburg, duchessa tedesca (n. 1721)
- 1736 - Georg Balthasar Schott, compositore e organista tedesco (n. 1686)
- 1737 - Vakhtang VI di Cartalia, re, scrittore e poeta (n. 1675)
- 1738 - Ippolito Francesco Albertini, medico e anatomista italiano (n. 1662)
- 1739 - Cristoforo Palmieri, vescovo cattolico italiano
- 1758 - Jean-Baptiste Franque, architetto francese (n. 1683)
- 1760 - Margaret Woffington, attrice teatrale irlandese
- 1771 - Luis Fernández de Córdoba, cardinale e arcivescovo cattolico spagnolo (n. 1696)
- 1772 - Charles Pinot Duclos, scrittore e storico francese (n. 1704)
- 1772 - Peregrine Lascelles, generale britannico (n. 1685)
- 1777 - Bernhard Christoph Breitkopf, editore musicale tedesco (n. 1695)
- 1780 - Carlo I di Brunswick-Wolfenbüttel, nobile (n. 1713)
- 1784 - Thomas Bond, medico e chirurgo statunitense (n. 1713)
- 1789 - Jacopo Belgrado, matematico, fisico e astronomo italiano (n. 1704)
- 1791 - Ivan Ivanovič Lobanov-Rostov, nobile e ufficiale russo (n. 1731)
- 1793 - Francesco Carrara, cardinale italiano (n. 1716)
- 1794 - Juan Francisco de la Bodega y Quadra, militare, esploratore e navigatore peruviano (n. 1743)
- 1797 - James Hutton, geologo scozzese (n. 1726)

## XIX secolo(61)
- 1804 - Wolfgang von Kempelen, inventore ungherese (n. 1734)
- 1809 - Gabriele Mario Piozzi, musicista, compositore e tenore italiano (n. 1740)
- 1814 - Joseph-Ignace Guillotin, medico e politico francese (n. 1738)
- 1817 - Filippo Re, botanico e agronomo italiano (n. 1763)
- 1820 - Charles Blagden, fisico britannico (n. 1748)
- 1821 - Francesco Saverio Bassi, arcivescovo cattolico italiano (n. 1745)
- 1825 - Jean Vincent Félix Lamouroux, botanico e zoologo francese (n. 1779)
- 1827 - Ludwig van Beethoven, compositore, pianista e direttore d'orchestra tedesco (n. 1770)
- 1828 - Elisabeth Olin, soprano svedese (n. 1740)
- 1831 - George Coventry, VII conte di Coventry, nobile inglese (n. 1758)
- 1832 - Corentin-Urbain Leissègues, ammiraglio francese (n. 1758)
- 1835 - Jacopo Bonfadini, filosofo italiano (n. 1771)
- 1836 - Gregorio Ceruelo la Fuente, vescovo cattolico spagnolo (n. 1755)
- 1838 - Ondřej Alois Ankwicz, arcivescovo cattolico polacco (n. 1777)
- 1838 - William H. Ashley, esploratore statunitense
- 1839 - Jurij Venelin, slavista e etnografo russo (n. 1802)
- 1844 - Agustín Argüelles, politico e diplomatico spagnolo (n. 1776)
- 1845 - Aleksander Stanisław Potocki, nobile e ufficiale polacco (n. 1778)
- 1846 - Antonio Cocconcelli, ingegnere italiano (n. 1761)
- 1850 - Cosmo Maria De Horatiis, medico italiano (n. 1771)
- 1850 - Donald Mackay, ammiraglio britannico (n. 1780)
- 1850 - Giovanni Piccono della Valle, politico italiano (n. 1778)
- 1855 - Charles de Lacretelle, storico francese (n. 1766)
- 1857 - John Mitchell Kemble, filologo e storico britannico (n. 1807)
- 1858 - Quintin Dick, politico irlandese (n. 1777)
- 1858 - Francesco Oliboni, presbitero e missionario italiano (n. 1825)
- 1860 - Antonio Maria Bordoni, matematico italiano (n. 1788)
- 1862 - Luigi Fransoni, arcivescovo cattolico italiano (n. 1789)
- 1863 - Henry FitzRoy, V duca di Grafton, nobile e politico britannico (n. 1790)
- 1864 - Carlo Emanuele dal Pozzo della Cisterna, nobile e patriota italiano (n. 1787)
- 1865 - Thomas Hancock, inventore britannico (n. 1786)
- 1865 - Friedrich Teuscher, librettista e scrittore tedesco (n. 1791)
- 1868 - Sof'ja Grigor'evna Volkonskaja, nobildonna russa (n. 1785)
- 1870 - Charles Green, britannico (n. 1785)
- 1870 - Michal Miloslav Hodža, linguista, poeta e pastore protestante slovacco (n. 1811)
- 1870 - Raymond Monvoisin, pittore francese (n. 1790)
- 1871 - François-Joseph Fétis, musicologo, compositore e docente belga (n. 1784)
- 1872 - Raffaele Del Ponte, pittore, scenografo e illustratore italiano (n. 1813)
- 1873 - Albrecht von Bernstorff, politico prussiano (n. 1809)
- 1877 - Mariano d'Ayala, militare, politico e scrittore italiano (n. 1808)
- 1877 - Jozef Kozáček, presbitero e attivista slovacco (n. 1807)
- 1880 - Frances Cowper, nobildonna inglese (n. 1820)
- 1880 - Theodor Hartig, botanico e zoologo tedesco (n. 1805)
- 1881 - Florian Ceynowa, scrittore, linguista e attivista polacco (n. 1817)
- 1881 - Jules Noël, pittore francese (n. 1810)
- 1881 - Gioacchino Napoleone Pepoli, diplomatico, scrittore e politico italiano (n. 1825)
- 1881 - Roberto Sacchetti, scrittore e giornalista italiano (n. 1847)
- 1881 - Roman Stanisław Sanguszko, nobile e politico polacco (n. 1800)
- 1882 - Italo Gardoni, tenore italiano (n. 1821)
- 1882 - Thomas Hill Green, filosofo britannico (n. 1836)
- 1883 - Emmanuel Ludwig Gruner, ingegnere e geologo svizzero (n. 1809)
- 1884 - Jovan Vesel Koseski, poeta e traduttore sloveno (n. 1798)
- 1888 - Barghash bin Sa'id di Zanzibar, sultano (n. 1837)
- 1889 - Richard Temple-Nugent-Brydges-Chandos-Grenville, III duca di Buckingham e Chandos, nobile e politico britannico (n. 1823)
- 1890 - Afrikan Špir, filosofo russo (n. 1837)
- 1892 - Walt Whitman, poeta, scrittore e giornalista statunitense (n. 1819)
- 1894 - Alfred H. Colquitt, politico e generale statunitense (n. 1824)
- 1895 - Nicola Danzetta, patriota e politico italiano (n. 1820)
- 1900 - Camillo Mazzella, gesuita, cardinale e teologo italiano (n. 1833)
- 1900 - Donald Stewart, I baronetto, militare britannico (n. 1824)
- 1900 - Jean-Baptiste Philémon de Cuvillon, violinista e compositore francese (n. 1809)

## XX secolo(234)
- 1902 - Cecil Rhodes, imprenditore e politico britannico (n. 1853)
- 1904 - Amato Amati, geografo e storico italiano (n. 1831)
- 1904 - Ferdinand Pauwels, pittore belga (n. 1830)
- 1905 - Maurice Barrymore, attore teatrale e pugile britannico (n. 1847)
- 1906 - Alessandrina di Prussia, principessa prussiana (n. 1842)
- 1907 - Ettore Roesler Franz, pittore italiano (n. 1845)
- 1908 - Maddalena Morano, religiosa italiana (n. 1847)
- 1908 - Pasquale Visocchi, agronomo italiano (n. 1817)
- 1909 - Enrico Costa, scrittore e giornalista italiano (n. 1841)
- 1909 - Alfredo Lucifero, nobile, militare e politico italiano (n. 1858)
- 1910 - Auguste Honoré Charlois, astronomo francese (n. 1864)
- 1911 - Giuseppe Carnazza Amari, giurista e politico italiano (n. 1837)
- 1911 - Henry Sylvester Williams, avvocato, attivista e scrittore trinidadiano (n. 1869)
- 1912 - Nikolaj Kornil'evič Pimonenko, pittore ucraino (n. 1862)
- 1913 - Ippolito Onorio De Luca, avvocato, giornalista e politico italiano (n. 1849)
- 1915 - Konstantin Vasil'evič Ivanov, poeta, drammaturgo e romanziere russo (n. 1890)
- 1918 - Georgij Dmitrievič Šervašidze, politico russo (n. 1847)
- 1920 - William Chester Minor, medico e letterato statunitense (n. 1834)
- 1920 - Avguštin Stegenšek, presbitero e storico dell'arte sloveno (n. 1875)
- 1920 - Luigi Maria Filippo d'Orléans-Braganza, principe e scrittore brasiliano (n. 1878)
- 1921 - Friedrich Bohndorff, ornitologo tedesco (n. 1848)
- 1921 - Ernst Weinschenk, mineralogista tedesco (n. 1865)
- 1923 - Sarah Bernhardt, attrice francese (n. 1844)
- 1923 - Nora Kinsky von Wchinitz und Tettau, infermiera austriaca (n. 1888)
- 1924 - Nicola Bonservizi, giornalista italiano (n. 1890)
- 1924 - Eduard Herzog, vescovo vetero-cattolico svizzero (n. 1841)
- 1924 - Pasquale Leonardi Cattolica, politico e ammiraglio italiano (n. 1854)
- 1924 - Raffaello Ojetti, architetto italiano (n. 1845)
- 1924 - Caterina Pigorini Beri, scrittrice italiana (n. 1845)
- 1925 - Hugo Bettauer, scrittore, giornalista e sceneggiatore austriaco (n. 1872)
- 1925 - Cesare Fogli, storico e genealogista italiano (n. 1852)
- 1926 - Constantin Fehrenbach, politico tedesco (n. 1852)
- 1926 - Franz Kneisel, violinista e docente romeno (n. 1865)
- 1928 - Nicola Miraglia, economista, politico e banchiere italiano (n. 1835)
- 1929 - Emil Bahrfeldt, numismatico tedesco (n. 1850)
- 1929 - Aurelio Galli, cardinale italiano (n. 1866)
- 1930 - Ubaldo Pittei, attore teatrale, regista e attore cinematografico italiano (n. 1878)
- 1930 - Ettore Stampini, filologo classico e latinista italiano (n. 1855)
- 1931 - Inokuchi Akuri, educatrice giapponese (n. 1871)
- 1931 - Joseph Dutton, missionario, religioso e enciclopedista statunitense (n. 1843)
- 1931 - Galeazzo von Thun und Hohenstein, religioso austriaco (n. 1849)
- 1932 - Michele Cantone, fisico italiano (n. 1857)
- 1933 - Eddie Lang, chitarrista statunitense (n. 1902)
- 1934 - Alfredo Acton, ammiraglio italiano (n. 1867)
- 1934 - John Biller, lunghista, altista e discobolo statunitense (n. 1877)
- 1936 - Adolfo II di Schaumburg-Lippe, sovrano tedesco (n. 1883)
- 1936 - Cesare Biondi, medico italiano (n. 1867)
- 1936 - Kurt Stenberg, ginnasta finlandese (n. 1888)
- 1937 - Alfred Michaux, avvocato e esperantista francese (n. 1859)
- 1938 - Phyllis Allen, attrice statunitense (n. 1861)
- 1938 - Giusto Ferrara, militare italiano (n. 1898)
- 1938 - Romolo Fowst, militare italiano (n. 1893)
- 1940 - Wilhelm Anderson, astrofisico tedesco (n. 1880)
- 1940 - Helene Böhlau, scrittrice tedesca (n. 1859)
- 1940 - Dan Koloff, wrestler, artista marziale misto e lottatore bulgaro (n. 1892)
- 1940 - Spyridōn Louīs, maratoneta greco (n. 1873)
- 1940 - Ching Morrison, calciatore irlandese (n. 1874)
- 1940 - Julij Michajlovič Šokal'skij, geografo, oceanografo e cartografo russo (n. 1856)
- 1941 - Milton J. Fahrney, regista, sceneggiatore e attore statunitense (n. 1872)
- 1941 - Alessandro Morani, pittore, decoratore e scenografo italiano (n. 1859)
- 1942 - Gustav Hinrichs, direttore d'orchestra e compositore statunitense (n. 1850)
- 1942 - Alojzije Stjepan Mišić, vescovo cattolico bosniaco (n. 1859)
- 1942 - Sigurd Wathne, calciatore norvegese (n. 1898)
- 1942 - Carolyn Wells, scrittrice e poetessa statunitense (n. 1862)
- 1943 - Giuseppe Di Bartolo, militare italiano (n. 1911)
- 1943 - Isabel Ramírez Castañeda, archeologa, antropologa e etnologa messicana (n. 1881)
- 1943 - Marie Krogh, fisiologa e medico danese (n. 1874)
- 1943 - Rudolf Stähelin, medico svizzero (n. 1875)
- 1944 - Wallace Worsley, regista e attore statunitense (n. 1878)
- 1945 - Dennis Hodgetts, calciatore inglese (n. 1863)
- 1945 - Toshinosuke Ichimaru, ammiraglio e aviatore giapponese (n. 1891)
- 1945 - Werner Klaas, calciatore tedesco (n. 1914)
- 1945 - Tadamichi Kuribayashi, generale giapponese (n. 1891)
- 1945 - David Lloyd George, politico britannico (n. 1863)
- 1945 - Boris Michajlovič Šapošnikov, generale e politico sovietico (n. 1882)
- 1945 - Willy Schwedler, calciatore tedesco (n. 1894)
- 1946 - Frank Ihrcke, ginnasta e multiplista statunitense (n. 1883)
- 1948 - Abdul Aziz di Perak, sovrano malese (n. 1887)
- 1948 - Aurelio Liotta, generale e politico italiano (n. 1886)
- 1949 - Léon Level, ciclista su strada francese (n. 1910)
- 1950 - Ambrogio Bollati, militare, storico e politico italiano (n. 1871)
- 1950 - Antonio Raimondi, magistrato e politico italiano (n. 1860)
- 1950 - Augusto Rotondi, italiano (n. 1868)
- 1950 - Dink Trout, attore statunitense (n. 1898)
- 1951 - Harold Butler, funzionario britannico (n. 1883)
- 1952 - J.P. McGowan, regista, attore e sceneggiatore australiano (n. 1880)
- 1954 - Charles Perrin, canottiere francese (n. 1875)
- 1954 - Louis Silvers, compositore statunitense (n. 1889)
- 1956 - Elsie Janis, cantante, attrice e compositrice statunitense (n. 1889)
- 1957 - Édouard Herriot, politico francese (n. 1872)
- 1957 - Modesto Panetti, ingegnere aeronautico e politico italiano (n. 1875)
- 1957 - William Wurtenburg, giocatore di football americano statunitense (n. 1863)
- 1958 - Carlo Centurione Scotto, avvocato e politico italiano (n. 1877)
- 1958 - Erwin Kalser, attore e regista teatrale tedesco (n. 1883)
- 1959 - Raymond Chandler, scrittore e sceneggiatore statunitense (n. 1888)
- 1959 - Carl Enckell, politico e diplomatico finlandese (n. 1876)
- 1960 - Emil Grubbe, medico statunitense (n. 1875)
- 1960 - Ian Keith, attore statunitense (n. 1899)
- 1961 - Paolo De Michelis, politico italiano (n. 1889)
- 1961 - Wesley Disney, politico e avvocato statunitense (n. 1883)
- 1961 - Carlos Duarte Costa, vescovo cattolico brasiliano (n. 1888)
- 1962 - Gino Girolamo Fanno, ingegnere meccanico italiano (n. 1882)
- 1962 - Johann von Ravenstein, generale tedesco (n. 1889)
- 1962 - Augusta Savage, scultrice statunitense (n. 1892)
- 1963 - Jean Bruce, scrittore francese (n. 1921)
- 1963 - Del Debbio, calciatore italiano (n. 1899)
- 1963 - Natale Vasco Jacoponi, politico, partigiano e sindacalista italiano (n. 1901)
- 1963 - Pierre Lacau, egittologo e filologo francese (n. 1873)
- 1964 - Paul A. Baran, economista statunitense (n. 1909)
- 1965 - Adriano Gajoni, pittore italiano (n. 1913)
- 1966 - Victor Hochepied, nuotatore francese (n. 1883)
- 1966 - Tony Terlazzo, sollevatore statunitense (n. 1911)
- 1967 - Luigi Incoronato, scrittore e saggista italiano (n. 1920)
- 1967 - Wolfgang Langenbeck, chimico tedesco (n. 1899)
- 1967 - Giuseppe Mario Militerni, politico italiano (n. 1914)
- 1967 - Fritz Scheidegger, pilota motociclistico svizzero (n. 1930)
- 1967 - Jim Thompson, imprenditore statunitense (n. 1906)
- 1967 - Grigorij Žatkovič, avvocato e attivista (n. 1886)
- 1968 - Vittorio Bellentani, ingegnere italiano (n. 1906)
- 1968 - Albertus Wielsma, canottiere olandese (n. 1883)
- 1969 - René Guillot, scrittore e illustratore francese (n. 1900)
- 1969 - Hugo Klempfner, pallanuotista cecoslovacco (n. 1902)
- 1969 - Dickie Pride, cantante britannico (n. 1941)
- 1969 - Ezio Mizzan, diplomatico italiano (n. 1905)
- 1969 - John Kennedy Toole, scrittore statunitense (n. 1937)
- 1969 - Günther Weisenborn, scrittore tedesco (n. 1902)
- 1969 - Jan Josef Švagr, architetto ceco (n. 1885)
- 1970 - Patricia Ellis, attrice statunitense (n. 1918)
- 1970 - Julius Albert Krug, politico statunitense (n. 1907)
- 1970 - Rosa Zagnoni Marinoni, scrittrice e poetessa italiana (n. 1888)
- 1972 - Toshiji Kamohara, ittiologo giapponese (n. 1901)
- 1972 - Xie Fuzhi, politico e militare cinese (n. 1909)
- 1973 - Noël Coward, commediografo, attore e regista britannico (n. 1899)
- 1973 - Wolfgang Dessecker, mezzofondista tedesco (n. 1911)
- 1973 - Johnny Drake, giocatore di football americano statunitense (n. 1916)
- 1973 - Carlo Repossi, politico italiano (n. 1898)
- 1973 - George Sisler, giocatore di baseball e allenatore di baseball statunitense (n. 1893)
- 1973 - Jean Séguy, linguista, docente e filologo francese (n. 1914)
- 1974 - Edward Condon, fisico statunitense (n. 1902)
- 1974 - Werner Kohlmeyer, calciatore tedesco occidentale (n. 1924)
- 1975 - Ludwig Pöhler, calciatore tedesco (n. 1916)
- 1975 - Mario Romani, economista italiano (n. 1917)
- 1975 - Herbert Warnke, politico tedesco (n. 1902)
- 1975 - Zheng Manqing, poeta e pittore cinese (n. 1902)
- 1976 - Josef Albers, pittore tedesco (n. 1888)
- 1976 - Ernst Albrecht, calciatore tedesco (n. 1907)
- 1976 - Gudmund Fredriksen, calciatore norvegese (n. 1899)
- 1976 - Franz Hein, chimico tedesco (n. 1892)
- 1976 - Lin Yutang, scrittore, traduttore e saggista cinese (n. 1895)
- 1976 - Kurt Lundqvist, altista svedese (n. 1914)
- 1976 - Rory Mallinson, attore statunitense (n. 1913)
- 1976 - Georges Moulène, calciatore francese (n. 1901)
- 1977 - Mwambutsa Bangiricenge, re burundese (n. 1912)
- 1977 - Justinian Marina, arcivescovo ortodosso rumeno (n. 1901)
- 1977 - Ivan Stodola, scrittore, drammaturgo e medico slovacco (n. 1888)
- 1977 - Nando Vitali, scrittore, drammaturgo e poeta italiano (n. 1898)
- 1979 - Ugo La Malfa, politico italiano (n. 1903)
- 1979 - Guido Pincheri, politico e antifascista italiano (n. 1899)
- 1979 - Jean Stafford, scrittrice statunitense (n. 1915)
- 1980 - Roland Barthes, saggista, critico letterario e linguista francese (n. 1915)
- 1980 - Dragutin Friedrich, calciatore jugoslavo (n. 1897)
- 1980 - Erminio Macario, attore e comico italiano (n. 1902)
- 1980 - Riccardo Mannerini, poeta e paroliere italiano (n. 1927)
- 1980 - Rupert Allan Willis, patologo australiano (n. 1898)
- 1981 - Michele Bianco, politico e avvocato italiano (n. 1895)
- 1981 - Attilio Lapadula, architetto e urbanista italiano (n. 1917)
- 1981 - Carola Prosperi, scrittrice e giornalista italiana (n. 1883)
- 1982 - Vittorio Borghesi, musicista italiano (n. 1921)
- 1982 - Lisette de Brinon, francese (n. 1896)
- 1982 - Liana Del Balzo, attrice italiana (n. 1899)
- 1982 - Filip Hjulström, geografo svedese (n. 1902)
- 1982 - Bruno Knežević, allenatore di calcio e calciatore croato (n. 1915)
- 1982 - Sultan al-Atrash, rivoluzionario siriano (n. 1891)
- 1983 - Terence Sydney Airey, generale britannico (n. 1900)
- 1983 - Anthony Blunt, storico dell'arte e agente segreto britannico (n. 1907)
- 1983 - Gemma Bolognesi, attrice italiana (n. 1894)
- 1983 - Paul Fässler, calciatore svizzero (n. 1901)
- 1983 - Ernest Riedel, canoista statunitense (n. 1901)
- 1984 - Egisto Betti, calciatore italiano (n. 1910)
- 1984 - Branko Ćopić, scrittore jugoslavo (n. 1915)
- 1984 - Biagio D'Agostino, vescovo cattolico italiano (n. 1896)
- 1984 - Sergio Osmeña Jr., politico filippino (n. 1916)
- 1984 - Ahmed Sékou Touré, politico guineano (n. 1922)
- 1984 - Octávio Trompowsky, scacchista brasiliano (n. 1897)
- 1985 - Romolo Catasta, canottiere italiano (n. 1923)
- 1985 - Žarko Jovanović, musicista e compositore serbo (n. 1925)
- 1986 - Arturo Robba, politico italiano (n. 1903)
- 1986 - Bartlett Robinson, attore statunitense (n. 1912)
- 1987 - Walter Abel, attore statunitense (n. 1898)
- 1987 - Lucio Balestrieri, storico e economista italiano (n. 1930)
- 1987 - Henrieta Delavrancea, architetta rumena (n. 1897)
- 1987 - Eugen Jochum, direttore d'orchestra tedesco (n. 1902)
- 1987 - Romano Ledda, giornalista e politico italiano (n. 1930)
- 1987 - Georg Muche, pittore tedesco (n. 1895)
- 1987 - Erich Römer, hockeista su ghiaccio tedesco (n. 1894)
- 1989 - Maris Liepa, ballerino e direttore artistico lettone (n. 1936)
- 1989 - Giuseppe Rovella, scrittore, drammaturgo e filosofo italiano (n. 1926)
- 1989 - Asbjørn Ruud, saltatore con gli sci norvegese (n. 1919)
- 1990 - Tristram Coffin, attore statunitense (n. 1909)
- 1990 - Halston, stilista statunitense (n. 1932)
- 1990 - Michel Mirowski, cardiologo polacco (n. 1924)
- 1991 - Karel Burkert, calciatore cecoslovacco (n. 1909)
- 1991 - Giovanni De Simone, ceramista italiano (n. 1930)
- 1991 - Herbert Dörner, calciatore tedesco (n. 1930)
- 1991 - Henri Lhote, archeologo francese (n. 1903)
- 1991 - Ezio Marano, attore italiano (n. 1927)
- 1992 - Bruno Cassinari, pittore e scultore italiano (n. 1912)
- 1992 - Tranquillo Marangoni, incisore italiano (n. 1912)
- 1992 - Rihei Sano, calciatore giapponese (n. 1912)
- 1993 - Carmelo Canzonieri, vescovo cattolico italiano (n. 1907)
- 1993 - Louis Falco, ballerino e coreografo statunitense (n. 1942)
- 1993 - Reuben Fine, scacchista e psicologo statunitense (n. 1914)
- 1994 - Mayeum Choying Wangmo Dorji, principessa (n. 1897)
- 1994 - Owen McCann, cardinale e arcivescovo cattolico sudafricano (n. 1907)
- 1994 - Margaret Millar, scrittrice canadese (n. 1915)
- 1995 - Laura Luzzatto Coen, bibliotecaria e traduttrice italiana (n. 1911)
- 1995 - Eazy-E, rapper e produttore discografico statunitense (n. 1964)
- 1995 - Frans Mahn, ciclista su strada olandese (n. 1933)
- 1995 - Alejandro Morera Soto, allenatore di calcio e calciatore costaricano (n. 1909)
- 1995 - Kō Takamoro, calciatore giapponese (n. 1907)
- 1996 - Luigi Ciminaghi, calciatore italiano (n. 1910)
- 1996 - Edmund Muskie, politico statunitense (n. 1914)
- 1996 - David Packard, imprenditore, ingegnere e politico statunitense (n. 1912)
- 1997 - Marshall Applewhite, religioso statunitense (n. 1931)
- 1997 - Hartmut Losch, discobolo tedesco (n. 1943)
- 1999 - Harry Hodson, economista e giornalista britannico (n. 1906)
- 1999 - David Holliday, doppiatore e attore statunitense (n. 1937)
- 1999 - Ananda Shankar, cantautore e musicista indiano (n. 1942)
- 2000 - Alfredo Bruniera, arcivescovo cattolico italiano (n. 1906)
- 2000 - Marcello Camilucci, critico letterario e scrittore italiano (n. 1910)
- 2000 - Alex Comfort, medico e scrittore britannico (n. 1920)
- 2000 - Edgardo Egaddi, pianista, direttore di coro e compositore italiano (n. 1925)
- 2000 - Enzo Giacchero, partigiano e politico italiano (n. 1912)
- 2000 - Karel Thole, disegnatore e illustratore olandese (n. 1914)

## XXI secolo(139)
- 2001 - Luigi Anderlini, politico italiano (n. 1921)
- 2001 - Brenda Helser, nuotatrice statunitense (n. 1924)
- 2001 - Piero Piazzano, ingegnere e giornalista italiano (n. 1939)
- 2001 - Piotr Sobociński, direttore della fotografia polacco (n. 1958)
- 2002 - Randy Castillo, batterista statunitense (n. 1950)
- 2002 - Miguel Godoy, cestista peruviano (n. 1907)
- 2002 - Reinhart Heinsdorff, scultore, designer e medaglista tedesco (n. 1923)
- 2002 - Gerard Hylkema, hockeista su prato e calciatore olandese (n. 1946)
- 2002 - Eugen Meier, calciatore svizzero (n. 1930)
- 2002 - Chaike Belchatowska Spiegel, partigiana polacca (n. 1920)
- 2003 - Erland Erlandsen, attore tedesco (n. 1912)
- 2003 - Allen Lein, docente statunitense (n. 1913)
- 2003 - Daniel Patrick Moynihan, politico, sociologo e diplomatico statunitense (n. 1927)
- 2003 - Tauese Sunia, politico samoano americano (n. 1941)
- 2003 - Nino Vingelli, attore italiano (n. 1912)
- 2004 - Takeshi Kamo, calciatore giapponese (n. 1915)
- 2004 - Stelvio Massi, regista, direttore della fotografia e sceneggiatore italiano (n. 1929)
- 2004 - Sekiji Sasano, calciatore giapponese (n. 1914)
- 2004 - Jan Sterling, attrice statunitense (n. 1921)
- 2005 - James Callaghan, politico e militare britannico (n. 1912)
- 2006 - Demetrio Antonio Chianesi, militare italiano (n. 1914)
- 2006 - Ole Madsen, calciatore danese (n. 1934)
- 2006 - Alejandro Ruidiaz, calciatore argentino (n. 1969)
- 2006 - Nikki Sudden, cantautore, musicista e critico musicale britannico (n. 1956)
- 2006 - Angelo d'Arrigo, aviatore italiano (n. 1961)
- 2007 - Beniamino Andreatta, economista e politico italiano (n. 1928)
- 2007 - Uba Kembo Kembo, calciatore della Repubblica Democratica del Congo (n. 1947)
- 2007 - Ariodante Marianni, poeta, traduttore e pittore italiano (n. 1922)
- 2007 - Diana Torrieri, attrice italiana (n. 1913)
- 2007 - Michail Aleksandrovič Ul'janov, attore e politico russo (n. 1927)
- 2008 - Jean-Marie Balestre, dirigente sportivo francese (n. 1921)
- 2008 - Robert Fagles, traduttore, poeta e anglista statunitense (n. 1933)
- 2008 - Manuel Marulanda Vélez, guerrigliero colombiano (n. 1930)
- 2008 - Ramiro Navarro, calciatore messicano (n. 1943)
- 2008 - Aleksandr Tenjagin, calciatore sovietico (n. 1927)
- 2009 - Arne Bendiksen, cantante norvegese (n. 1926)
- 2009 - Giuseppe Burtone, militare, partigiano e politico italiano (n. 1920)
- 2009 - Glauco Cataldo, compositore e direttore d'orchestra italiano (n. 1920)
- 2009 - Ed Earle, cestista statunitense (n. 1927)
- 2009 - Tao Kiang, astronomo cinese (n. 1929)
- 2009 - John Mayhew, batterista britannico (n. 1947)
- 2009 - Shane McConkey, sciatore e base jumper canadese (n. 1969)
- 2009 - Emilio Nessi, giornalista italiano (n. 1949)
- 2009 - Griselda Álvarez, politica, scrittrice e attivista messicana (n. 1913)
- 2010 - Frank Burgess, cestista e giudice statunitense (n. 1935)
- 2010 - Gian Nicola Pinotti, calciatore e allenatore di calcio italiano (n. 1947)
- 2010 - Dario Saletta, hockeista su ghiaccio e dirigente sportivo italiano (n. 1959)
- 2010 - Eddie Theobald, calciatore maltese (n. 1940)
- 2011 - Paul Baran, ingegnere polacco (n. 1926)
- 2011 - Greg Centauro, attore pornografico e regista francese (n. 1977)
- 2011 - Donatello Dubini, regista svizzero (n. 1955)
- 2011 - Brian Etheridge, allenatore di calcio e calciatore inglese (n. 1944)
- 2011 - Geraldine Ferraro, politica e avvocata statunitense (n. 1935)
- 2011 - František Havránek, allenatore di calcio e calciatore cecoslovacco (n. 1923)
- 2011 - Yrjö Hietanen, canoista finlandese (n. 1927)
- 2011 - Diana Wynne Jones, scrittrice inglese (n. 1934)
- 2011 - Franco Quadri, saggista, traduttore e giornalista italiano (n. 1936)
- 2011 - Hélène Surgère, attrice francese (n. 1928)
- 2011 - Raymond-Marie Tchidimbo, arcivescovo cattolico guineano (n. 1920)
- 2012 - Anna Maria Papi, giornalista e scrittrice italiana (n. 1928)
- 2013 - Tom Boerwinkle, cestista statunitense (n. 1945)
- 2013 - Carlo Forteleoni, politico italiano (n. 1941)
- 2013 - Jerzy Nowak, attore, attore teatrale e insegnante polacco (n. 1923)
- 2013 - Don Payne, sceneggiatore e produttore televisivo statunitense (n. 1964)
- 2013 - René Pirolley, nuotatore francese (n. 1931)
- 2013 - Jurij Rudov, schermidore sovietico (n. 1931)
- 2013 - Gerhard Schulenburg, arbitro di calcio tedesco (n. 1926)
- 2013 - Antonio Testa, politico italiano (n. 1933)
- 2014 - Ann Howard, mezzosoprano britannico (n. 1934)
- 2014 - Reinhold Pommer, ciclista su strada tedesco (n. 1935)
- 2015 - Ennio Appignanesi, arcivescovo cattolico italiano (n. 1925)
- 2015 - Ray Barra, ballerino, direttore artistico e coreografo statunitense (n. 1930)
- 2015 - Dinkha IV, presbitero iracheno (n. 1935)
- 2015 - John Renbourn, chitarrista e compositore britannico (n. 1944)
- 2015 - Fred Robsahm, attore e regista norvegese (n. 1943)
- 2015 - Tomas Tranströmer, scrittore, poeta e traduttore svedese (n. 1931)
- 2016 - David Baker, musicista, direttore d'orchestra e docente statunitense (n. 1931)
- 2016 - Michel Duc-Goninaz, esperantista francese (n. 1933)
- 2016 - Jim Harrison, scrittore e poeta statunitense (n. 1937)
- 2016 - Yoshimi Katayama, pilota motociclistico e pilota automobilistico giapponese (n. 1940)
- 2016 - Maurizio Moreno, diplomatico italiano (n. 1940)
- 2016 - Igor' Paškevič, pattinatore artistico su ghiaccio russo (n. 1971)
- 2016 - Alfredo Sabbadin, ciclista su strada italiano (n. 1936)
- 2016 - German Umnov, compositore di scacchi russo (n. 1937)
- 2016 - Heinz Jürgen Wolf, linguista tedesco (n. 1936)
- 2017 - Alessandro Alessandroni, compositore, direttore d'orchestra e arrangiatore italiano (n. 1925)
- 2017 - Luigi Cansani, presbitero, organista e compositore svizzero (n. 1927)
- 2017 - Vladimir Kazačënok, allenatore di calcio e calciatore sovietico (n. 1952)
- 2017 - Brian Oldfield, pesista statunitense (n. 1945)
- 2018 - Fabrizio Frizzi, conduttore televisivo e conduttore radiofonico italiano (n. 1958)
- 2018 - Zeke Upshaw, cestista statunitense (n. 1991)
- 2019 - Radka Brožková, cestista cecoslovacca (n. 1938)
- 2019 - Ted Burgin, calciatore inglese (n. 1927)
- 2019 - Giovanni Daminelli, matematico e esperantista italiano (n. 1943)
- 2019 - Fuyumi Shiraishi, attrice e doppiatrice giapponese (n. 1936)
- 2020 - Roger Baens, ciclista su strada belga (n. 1933)
- 2020 - Michel Hidalgo, allenatore di calcio e calciatore francese (n. 1933)
- 2020 - Naomi Munakata, direttrice di coro giapponese (n. 1955)
- 2020 - Curly Neal, cestista e attore statunitense (n. 1942)
- 2020 - Arnaldo Peternazzi, presbitero, missionario e scrittore italiano (n. 1934)
- 2020 - Luigi Roni, basso italiano (n. 1942)
- 2020 - Freddie Smith, calciatore inglese (n. 1942)
- 2020 - Mekia Valentine, cestista statunitense (n. 1988)
- 2020 - Maria Teresa di Borbone-Parma, attivista (n. 1933)
- 2021 - Rateb Al-Awadat, calciatore giordano (n. 1970)
- 2021 - Ezio Cartotto, politico, scrittore e giornalista italiano (n. 1943)
- 2021 - Lennart Larsson, fondista svedese (n. 1930)
- 2021 - Paul Polansky, poeta, attivista e scrittore statunitense (n. 1942)
- 2021 - Enzo Spaltro, psicologo e autore televisivo italiano (n. 1929)
- 2022 - Gianni Cavina, attore e sceneggiatore italiano (n. 1940)
- 2022 - Alessandro Dal Lago, sociologo italiano (n. 1947)
- 2022 - Peter Gunby, allenatore di calcio e calciatore inglese (n. 1934)
- 2022 - Aimé Mignot, allenatore di calcio e calciatore francese (n. 1932)
- 2022 - James Moriarty, vescovo cattolico irlandese (n. 1936)
- 2022 - Gianfranco Trombini, calciatore italiano (n. 1944)
- 2023 - Köksal Engür, attore e doppiatore turco (n. 1946)
- 2023 - Vladimir Vladimirovič Golicyn, giurista russo (n. 1947)
- 2023 - María Kodama, scrittrice e traduttrice argentina (n. 1937)
- 2023 - Ivano Marescotti, attore, regista teatrale e drammaturgo italiano (n. 1946)
- 2023 - Juan Carlos Murúa, calciatore argentino (n. 1935)
- 2023 - Karl-Joseph Rauber, cardinale e arcivescovo cattolico tedesco (n. 1934)
- 2023 - Wolfgang Schivelbusch, giornalista e storico tedesco (n. 1941)
- 2023 - D. M. Thomas, scrittore e poeta britannico (n. 1935)
- 2023 - Virginia Norwood, ingegnere aerospaziale e fisica statunitense (n. 1927)
- 2024 - Enrico Giusti, matematico e fisico italiano (n. 1940)
- 2024 - Gisela Köhler, ostacolista e velocista tedesca (n. 1931)
- 2024 - Isaías Pessotti, psicologo e scrittore brasiliano (n. 1933)
- 2024 - Richard Serra, performance artist e scultore statunitense (n. 1938)
- 2024 - Giuliano Vangi, pittore, scultore e insegnante italiano (n. 1931)
- 2025 - Rico Bianchi, canottiere svizzero (n. 1930)
- 2025 - Christa Deeleman-Reinhold, aracnologa olandese (n. 1930)
- 2025 - Kerry Greenwood, scrittrice australiana (n. 1954)
- 2025 - Rolf Groven, pittore norvegese (n. 1943)
- 2025 - Howie Hughes, hockeista su ghiaccio canadese (n. 1939)
- 2025 - Federico Sanguineti, filologo e italianista italiano (n. 1955)
- 2025 - Charles Spiteri, calciatore maltese (n. 1944)
- 2025 - Masami Tanabu, politico, hockeista su ghiaccio e allenatore di hockey su ghiaccio giapponese (n. 1934)
- 2025 - Settimio Todisco, arcivescovo cattolico italiano (n. 1924)
- 2025 - Antoni Trzaskowski, calciatore polacco (n. 1941)